# Верхньосульський заказник
Верхньосу́льський зака́зник — гідрологічний заказник місцевого значення в Україні. Об'єкт природно-заповідного фонду Сумської області. 

## Опис
Розташований в південно-західній частині Білопільського (100 га), північно-західній частині Лебединського (100 га) та східній частині Недригайлівського (933,1 га) районів Сумської області. 
Площа 1133,1 га. Статус надано згідно з рішенням облвиконкому від 25.12.1979 року № 662, рішенням облради від 15.10.2010 року. Перебуває у віданні: Верхосульська с/р, ДП «Білопільський агролісгосп», Гринцівська с/р, Штепівська с/р, ДП «Лебединський агролісгосп», Недригайлівська райдержадміністрація, ДП «Недригайлівський агролісгосп», ДП «Роменське лісове господарство». 
Статус надано для збереження водно-лучно-болотного природного комплексу в акваторії та заплаві річки Сула (притока Дніпра) з численними старицями, болотними та лучними масивами. Є регулятором водного режиму річки і рівня ґрунтових вод прилеглих територій й забезпечує збереження цінних для регіону компонентів ландшафтного та біологічного різноманіття. 
Заплавний гідрологічний комплекс є осередком зростання рідкісних та занесених до Червоно книги України видів рослин (пальчатокорінники м'ясочервоний і травневий), місцем мешкання тварин, занесених до Червоної книги України (горностай, бражник мертва голова, красуня-діва), європейського червоного списку (видра річкова, сліпак, деркач) та Бернської конвенції (канюк звичайний, курочка мала, мишоїд-зимняк, ремез).

## Галерея

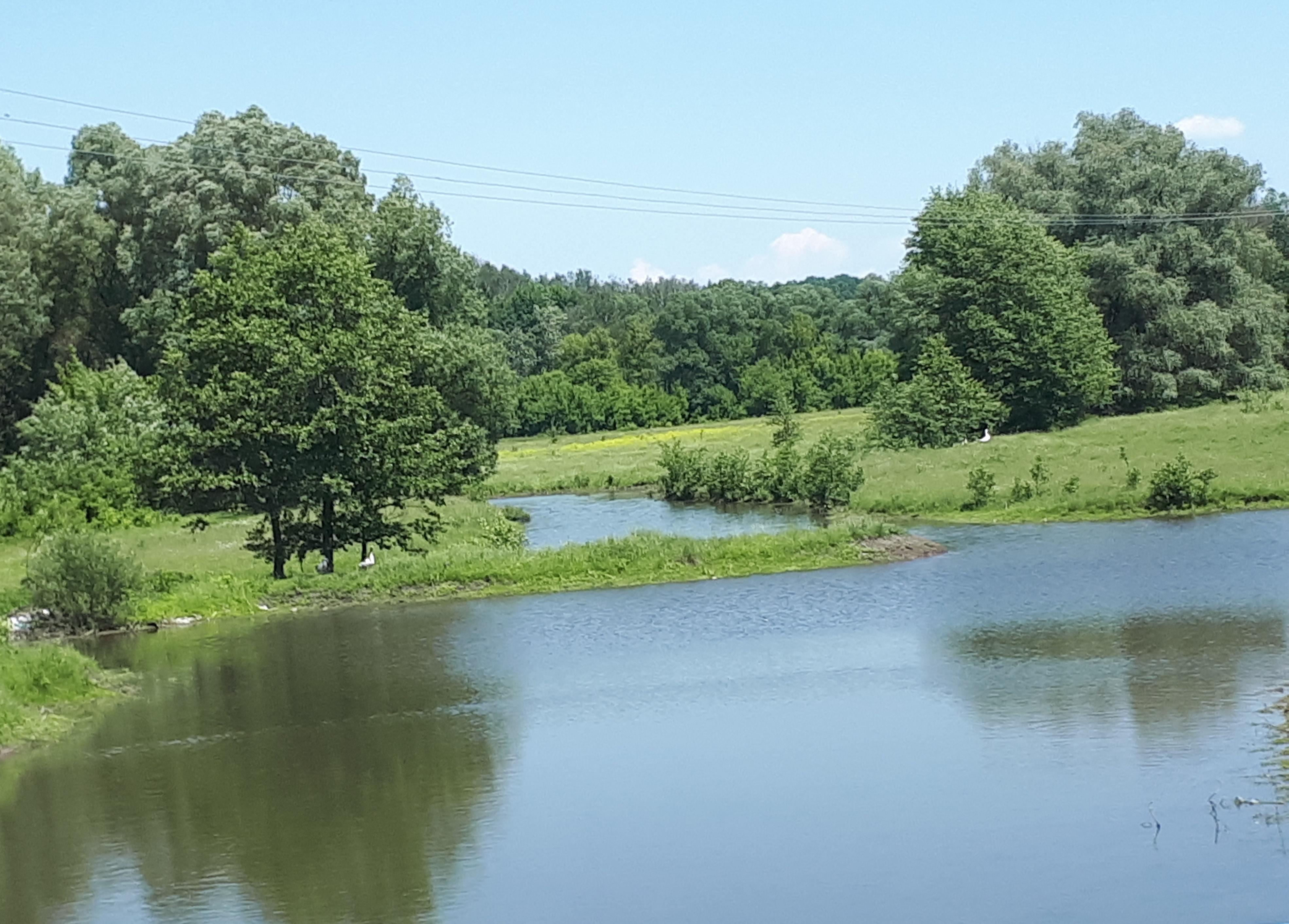
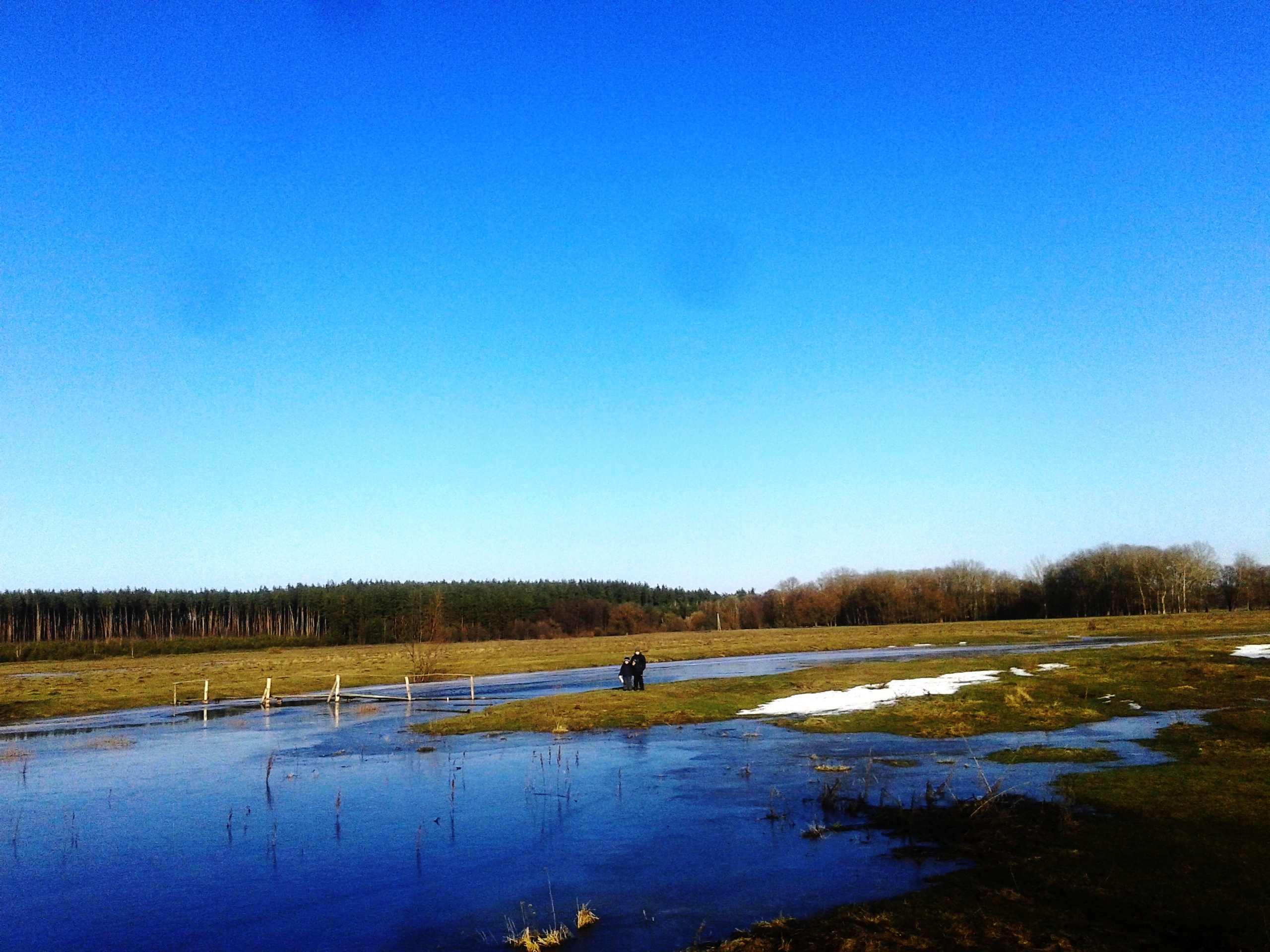
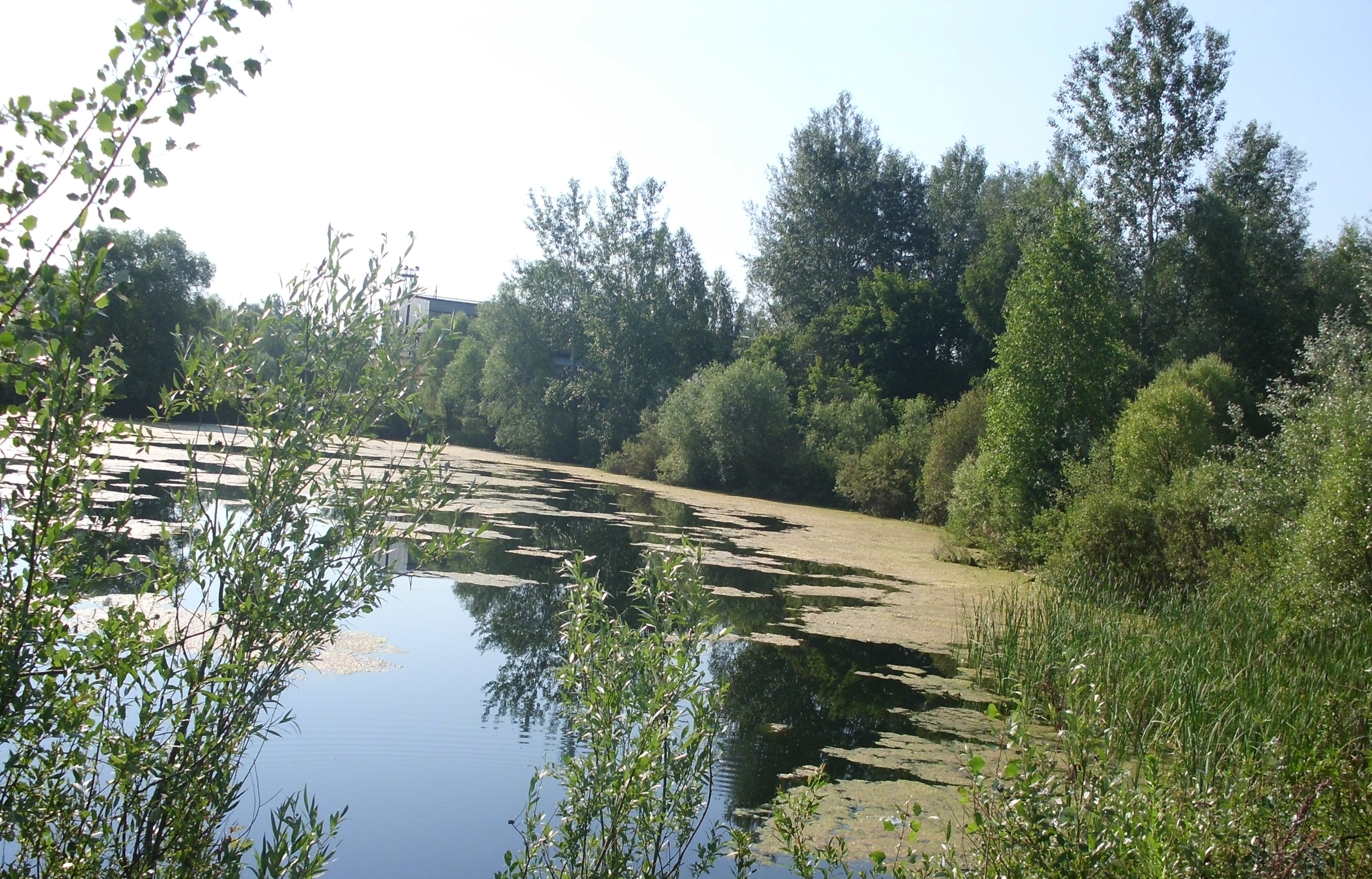
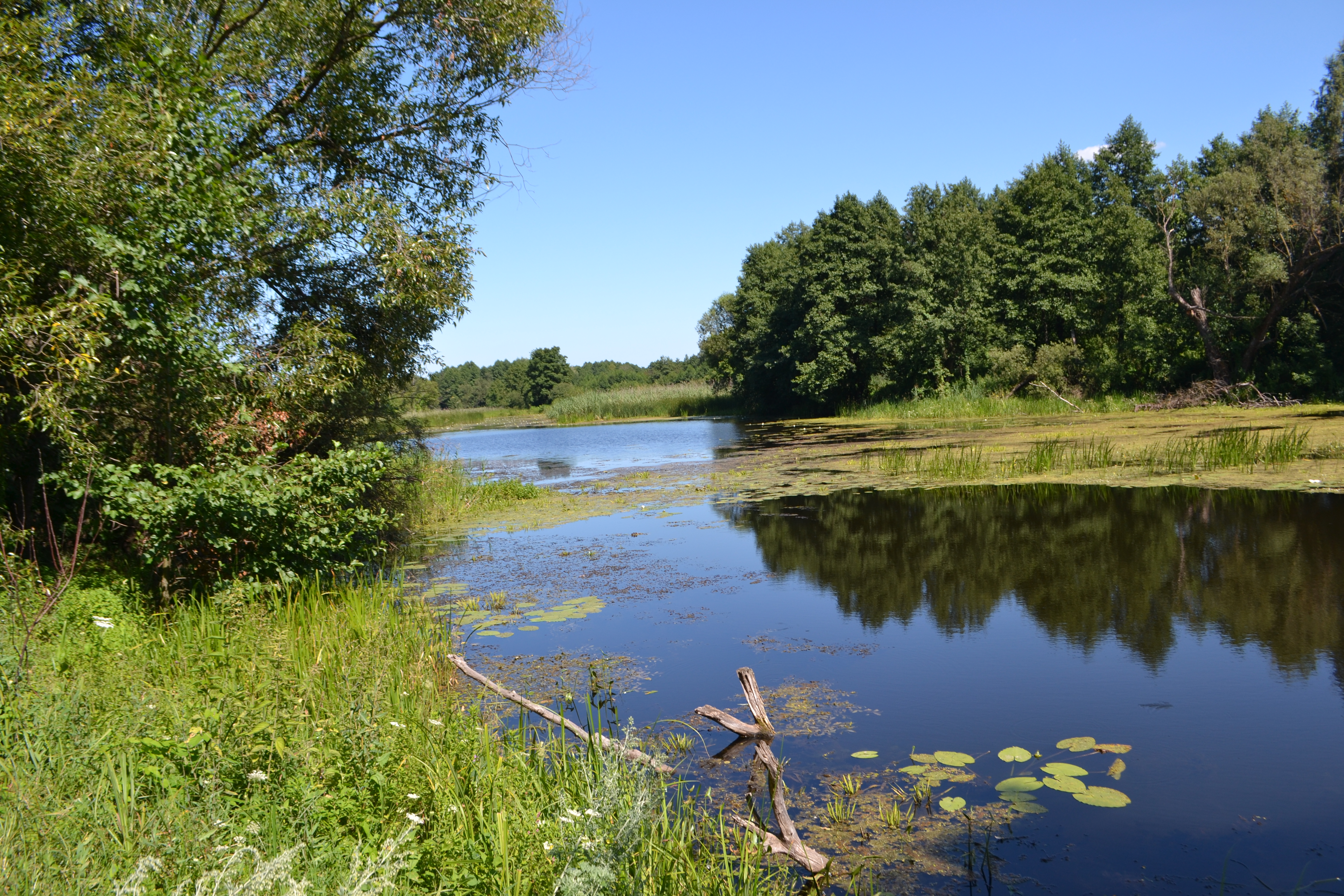